# Konkō-kyō
Konkō-kyō (jap. 金光教 Nauka Złotego Światła) – jeden z nowych ruchów religijnych, powstałych w XIX wieku w Japonii na bazie shintō. Obecnie do Konkō-kyō należy 400 000 członków. Główny ośrodek religijny mieści się w Okayamie, posiada też swoje wspólnoty poza Japonią, m.in. w San Francisco. Podstawowym tekstem religijnym Konkō-kyō jest Tenchi Kakitsuke.

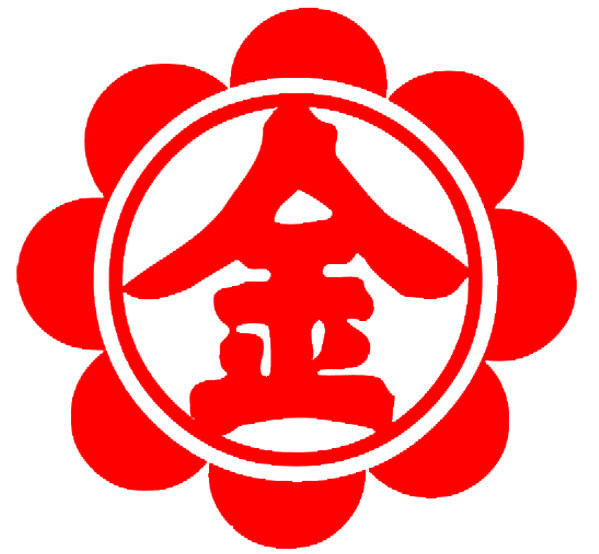
Logo Konkō-kyō

Twórcą Konkō-kyō był rolnik z prefektury Okayama, Bunjirō Kawate (jap. 川手 文治郎 Kawate Bunjirō) (1814–1883). W 1859 roku miał otrzymać objawienie nowego boga o imieniu Konkō-daijin (jap. 金光大神), zwanego złotym kami, który miał wstąpić w jego ciało i powierzyć mu misję przyniesienia ludzkości szczęścia i pokoju. W 1900 roku założona przez Kawate wspólnota została oficjalnie uznana przez państwo za jeden z odłamów shintō. Po 1945 roku Konkōkyō stopniowo odrzuciło związki ze zinstytucjonalizowanym shintō, podkreślając swoją odrębność. Przywódcą religii jest kyōshū (jap. 教主), wybierany spośród potomków Kawate.
Konkō-kyō jest religią monoteistyczną, uznającą Konkō-daijina za jedynego boga. Zdecydowanie odrzuca charakterystyczny dla tradycyjnego shintō politeizm oraz praktyki magiczne. Kapłani pełnią rolę pośredników między wiernymi a bogiem. Konkō-daijin uznawany jest przez wyznawców za ojca i źródło wszelkiego życia, nieświadomość transcendentalnego związku ludzi z bogiem jest przyczyną wszelkiego cierpienia na świecie.